# 앵초목

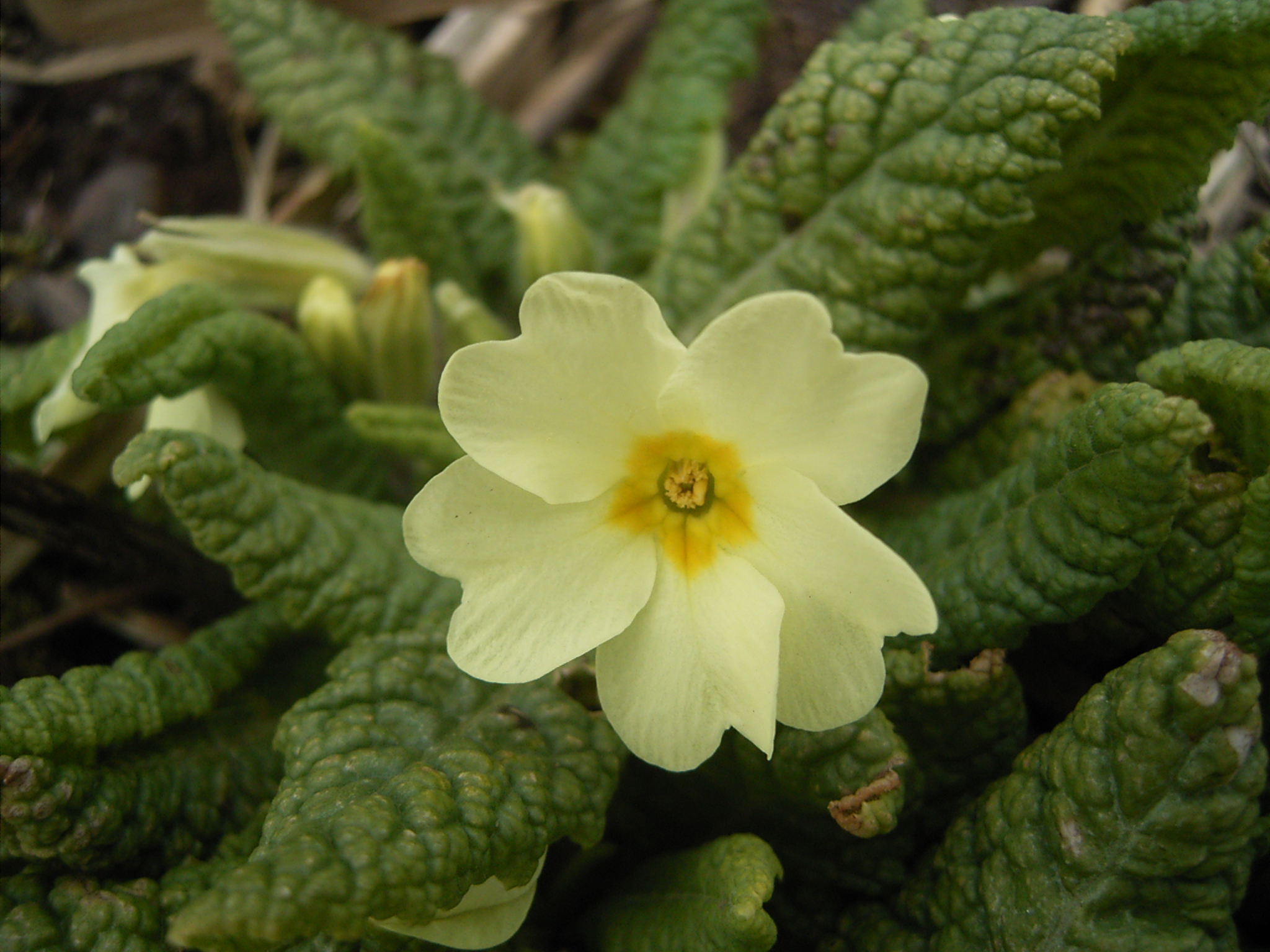

앵초목(櫻草目, Primulales)은 앵초과를 모식과를 하는 속씨식물 목의 하나이다. 분류 체계에 따라 포함된 과는 다르다.

## 분류

### APG 분류 체계
APG 식물 분류 체계는 이 목을 인정하지 않는다. 엥글러 분류 체계와 크론퀴스트 분류 체계에서 이 목에 속해 있는 과는 앵초과를 비롯하여 진달래목에 포함되며 APG 식물 분류 체계 제3판에서는 모든 것이 앵초과로서 정리되고 있다.

### 크론퀴스트 분류 체계
크론퀴스트 분류 체계 1981년판에는 오아과아강에 속하며, 3과를 포함하고 있다.
- 속씨식물문 (Magnoliophyta)
  - 쌍떡잎식물강 (Magnolliopsida)
    - 오아과아강 (Dilleniidae)
      - 앵초목 (Primulales)
        - 테오프라스타과 (Theophrastaceae)
        - 자금우과 (Myrsinaceae)
        - 앵초과 (Primulaceae)

### 엥글러 분류 체계
엥글러 분류 체계는 합판화아강에 속하며, 3과를 포함하고 있다.
- 속씨식물문 (Angiospermae)
  - 쌍떡잎식물강 (Dicotyledoneae)
    - 합판화아강 (Sympetalae)
      - 앵초목 (Primulales)
        - 테오프라스타과 (Theophrastaceae)
        - 자금우과 (Myrsinaceae)
        - 앵초과 (Primulaceae)